# Charles Middleton (2e comte de Middleton)
Charles Middleton, 2e comte de Middleton, 1er comte de Monmouth, (1649/1650 - 9 août 1719) est un homme politique écossais et anglais qui occupe plusieurs fonctions sous Charles II et Jacques II. Il est secrétaire d'État pour l'Écosse, le département du Nord et le département du Sud, avant d'être secrétaire d'État jacobite et conseiller principal de Jacques II puis de son fils Jacques III lors de leur exil en France.

## Biographie
Charles Middleton est né vers 1650, fils unique de John Middleton (1er comte de Middleton), et de sa première épouse Grizel Durham. Il a deux sœurs aînées, Helen et Grizel.
Originaire du Kincardineshire, dans la première partie des guerres des Trois Royaumes de 1638 à 1651, John Middleton soutient les Covenanters, qui le nomment commandant en chef en 1644. Après avoir changé de camp en 1648, il accompagne Charles II en exil, rentrant chez lui lors de la Restauration de 1660 .
Son père meurt en 1674, ne lui laissant que peu de chose à l'exception du titre et des dettes. En 1683, Charles épouse Catherine Brudenell (1648-1743), fille du comte catholique de Cardigan. Ils ont quatre enfants ; John (1683-1746), Katherine (1685-1763), Charles (1688-1738) et Elizabeth (1690-1773).
Middleton est décrit par Gilbert Burnet comme « un homme au tempérament généreux, mais sans grande religion » ; il reste protestant jusqu'en 1701, date à laquelle il se convertit au catholicisme à la demande de Jacques II mourant.

## Carrière
Middleton est de 1669 à 1671 en France et en Italie ; en 1673, il est nommé capitaine dans le 3e régiment d'infanterie, plus tard les Buffs, qui sert pendant la guerre franco-néerlandaise de 1672-1678 au sein de la Dutch Scots Brigade. En 1678, il est lieutenant-colonel et gouverneur de Bruges.
Peu de temps après, il est proposé comme secrétaire d'État pour l'Écosse, à la place du duc de Lauderdale. Le poste passe à Alexander Stuart (5e comte de Moray) et en juin 1680, Middleton est nommé envoyé auprès de l'empereur Léopold Ier.
Il retourne en Écosse en juillet 1681, où il devient un proche de Jacques II et de sa femme Marie de Modène. Il est nommé au Conseil privé écossais et devient secrétaire d'État adjoint pour l'Écosse avec Moray le 26 septembre 1682.
En 1684, il s'installe à Londres et rejoint le Conseil privé anglais en juillet et secrétaire d'État au département du Nord en août. Après que James soit devenu roi en février 1685, il est élu pour Winchelsea et chargé de gérer la Chambre des communes. Le Parlement est suspendu pour avoir refusé d'abroger le Test Act, tandis que la dépendance de James à l'égard d'un petit cercle de catholiques rend Middleton suspect comme l'un des rares protestants restants.
Il est présent à la naissance du prince de Galles en juin 1688 et devient secrétaire d'État au département du Sud en septembre 1688. Lorsque James s'enfuit en France après la Glorieuse Révolution de novembre 1688, il reste en Angleterre et en 1692, il est détenu à la Tour de Londres pour complot pour le restaurer et après sa libération, rejoint la cour des exilés à Saint-Germain .
Il propose une déclaration plus modérée pour une restauration jacobite que le conseiller en chef et secrétaire d'État de James, John Drummond (1er comte de Melfort). Il devient co-secrétaire d'État avec Melfort, responsable de la correspondance avec l'Angleterre et l'Écosse, et devient seul secrétaire d'État après la destitution de Melfort en juin 1694. En Angleterre, il est jugé pour trahison et mis hors-la-loi le 23 juillet 1694, et déclaré traitre le 2 juillet 1695.
Il continue comme secrétaire jusqu'à la mort de Jacques II en septembre 1701, date à laquelle il est nommé au Conseil de régence pendant la minorité de son fils, Jacques III. Malgré son souhait de démissionner, il est persuadé de rester en fonction et fait comte de Monmouth dans la pairie jacobite.
Avec ses deux fils, Middleton accompagne Jacques III en 1708 lors de la tentative de débarquement franco-jacobite en Écosse et lui permet de démissionner de son poste de secrétaire en 1713. Il rejoint brièvement James en Écosse lors de l'Insurrection de 1715, avant de retourner en France, où il sert en tant que Lord-chambellan de Mary jusqu'à sa mort en 1718. Bénéficiant d'une pension du gouvernement français, il décède le 9 août 1719 et est inhumé à l'église paroissiale Saint-Germain .

## Sources
- BD Henning, MIDDLETON, Charles, 2nd Earl of Middleton [S]. (c.1650-1719) in The History of Parliament: the House of Commons 1660-1690, Online, 1983
- Dorothy Middleton, The Life Of Charles 2nd Earl Of Middleton 1650 1719, Staples, 1957